# رائد وحش
رائد وحش شاعر وكاتب فلسطيني - سوري. من مواليد 1981. أصدر ثلاثة دواوين شعرية حتى الآن، الأول «دم أبيض»، صدر عن دار التكوين بدمشق 2005، ثم تبعه ديوان «لا أحد يحلم كأحد» الذي صدر ضمن منشورات احتفالية دمشق عاصمة الثقافة العربية 2008، أما «عندما لم تقع الحرب»، الديوان الشعري الثالث، فصدر عن «دار كاف» في عمان 2012.
كما صدر له كتاب نثري بعنوان «قطعة ناقصة من سماء دمشق»  2015، وهو خلائط من أنواع كتابية متعددة؛ قصة ومقال ومسرحية ورحلة، تجتمع على شكل متوالية سردية لترصد الانعكاسات العنفيّة على الحياة الإنسانية في سوريا اليوم، من خلال سارد يعيش الحرب والحصار ويروي قصصهما في مخيم فلسطيني، بحيث تبدو لحظة المخيم اختصاراً لكل النكبات السابقة. هي سيرة شخصية وجماعية في آن، ومحاولة للوقوف على الزمن كما يراه المخيم، ذلك الكائن الذي تنحى ولم نعد نسمع صوته، رغم أن المخيمات لا تتوقف عن التوالد والتكاثر.
ويعمل رائد وحش محرراً للصفحة الثقافية في الموقع الإلكتروني ألتراصوت وقد شارك مؤخراً في عدد من المهرجانات الأدبية في أوروبا كمهرجان برلين الدولي للشعر.

## أعماله
- «دم أبيض»، صدر عن دار التكوين بدمشق 2005
- «لا أحد يحلم كأحد» صدر ضمن منشورات احتفالية دمشق عاصمة الثقافة العربية 2008
- عندما لم تقع الحرب: صدر عن «دار كاف» في عمان 2012
- قطعة ناقصة من سماء دمشق: دار ممدوح عدوان، 2015.
- مشاةً نلتقي.. مشاة نفترق: منشورات المتوسط - إيطاليا 2016.[4]